# تریک اندرسون
تریک اندرسون (انگلیسی: Terrique Anderson؛ زادهٔ ۱۱ نوامبر ۱۹۹۸) بازیکن فوتبال است.
از باشگاه‌هایی که در آن بازی کرده‌است می‌توان به باشگاه فوتبال چارلتون اتلتیک اشاره کرد.